# Hippodrome du Haut-Rillon
L'hippodrome du Haut-Rillon ou de Châtelaillon-Plage ou de Châtelaillon-La Rochelle est un champ de course situé sur le territoire de la commune de Châtelaillon-Plage, dans le département français de la Charente-Maritime.

## Histoire
La première assemblée générale de la Société des courses de Châtelaillon a lieu le 8 octobre 1927, faisant suite à la dissolution de la Société des courses de La Rochelle. Dirigée par l'éleveur Maxime Godet et comptant près de 250 membres fondateurs, la société compte rapidement près de 800 sociétaires. La première réunion est organisée le 12 août 1928, composée de deux courses au trot et quatre au galop,.
Le nombre de réunions hippiques augmente après la Seconde Guerre mondiale, des boxes sont construits, puis un restaurant dans les années 1980. Onze réunions annuelles sont organisées dans les années 2010.
Des travaux de rénovations sont réalisés de 2011 à 2013 par l'architecte Claude Penloup, consistant en l'extension de la piste de trot de 900 à 1 200 m avec corde à gauche, la destruction de l’ensemble des bâtiments et la construction de nouvelles tribunes, d’un hall des paris, d’un restaurant panoramique, de nouvelles boxes et stalles, de nouvelles infrastructures d’accueil pour les professionnels, de voiries et parking. Le nouvel hippodrome est réservé aux courses au trot.

## Caractéristiques
L'hippodrome est constitué d'une piste en sable de 1 144 m, corde à gauche et large de 18 m.

## Évènements
L'hippodrome a accueilli une étape du Grand National du trot en 2020 et en 2023.